# Rilja
Rilja (cyr. Риља) – wieś w Bośni i Hercegowinie, w Republice Serbskiej, w gminie Nevesinje. W 2013 roku liczyła 73 mieszkańców.